# هارولد شو (لاعب كرة قدم أمريكية)
هارولد شو (بالإنجليزية: Harold Shaw)‏ هو لاعب كرة قدم أمريكية أمريكي، ولد في 3 سبتمبر 1974 في ماغي في الولايات المتحدة.